# Fischland-Darß-Zingst
Fischland-Darß-Zingst es una península de 45 kilómetros de largo localizada en el extremo nordeste de Alemania, en la parte central de la costa del estado de Pomerania Occidental. La península deja al sur el conjunto de  bodden enlazados conocido como cadena de bodden Darss-Zingst, integrada por los bodden de Saaler, Bodstedter, Barther y Grabow.

## Historia
Tras el final de la Segunda Guerra Mundial el territorio pasó a formar parte de la República Democrática Alemana, la cual se unió en 1990 a Alemania Occidental y la Unión Europea.

## Geografía
Hace algunos siglos la península era una cadena de islas inconexas, pero las corrientes del mar Báltico y las tempestades juntaron las islas.